# Provincia de Rennell y Bellona

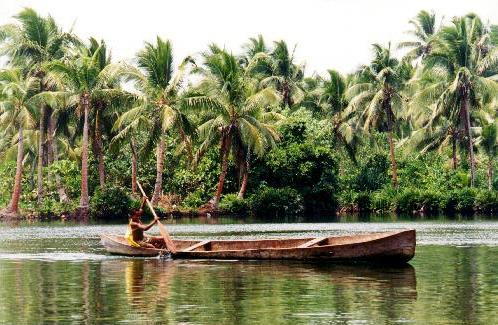
Canoa en el lago Te Nggano en la isla Rennell.

Rennell y Bellona es una provincia de las Islas Salomón, que comprende dos atolones, Rennell y Bellona, o Mu Nggava y Mu Ngiki respectivamente en polinesio. Los atolones fueron descubiertos por Mathew Boyd de Camberwell, Londres, capitán del barco mercante, Bellona, en 1793. La lengua samoica de las islas es llamado en textos ingleses como Rennell. La provincia tiene una población de 2,377 (1999) habitantes.